# Abraxas crocearia
Abraxas crocearia är en fjärilsart som beskrevs av George Francis Hampson 1891. Abraxas crocearia ingår i släktet Abraxas och familjen mätare. Inga underarter finns listade i Catalogue of Life.